# NGC 128
NGC 128 — линзовидная галактика в созвездии Рыб. Находится в 190 млн световых лет от Солнца. Имеет диаметр около 165 000 световых лет.
В галактике вспыхнула сверхновая SN 2014da типа Ia, её пиковая видимая звездная величина составила 16,2.
Галактика NGC 128 входит в состав группы галактик NGC 128. Помимо NGC 128 в группу также входят ещё 10 галактик.

## Открытие
NGC 128 была открыта Уильямом Гершелем 25 декабря 1790 года при помощи телескопа-рефлектора с апертурой 18,7 дюймов. На момент открытия координаты галактики были записаны такими: α=00ч 22м 05с, δ=+87° 54.6′ 20.0″. Затем 12 октября 1827 года галактику наблюдал Джон Гершель.

## Внешний вид
Галактика имеет вытянутую форму в проекции на небесную сферу для Земли. Галактика известна также арахисоподобной формой балджа; в 2016 году обнаружилось, что в центральной части галактики присутствуют две вложенные структуры, возможно, связанные с двумя звёздными барами.

## Информация о группе галактик
NGC 128 является крупнейшим представителем группы галактик NGC 128, также включающей галактики NGC 127 и NGC 130. NGC 128 обладает сильным приливным хвостом по отношению к NGC 127, также существует свидетельство взаимодействия всех трёх галактик внутри группы. NGC 128 обладает заметной арахисоподобной формой, которая могла образоваться под воздействием гравитационного влияния двух других галактик.

## Группа галактик NGC 63 (LGG 6)
| Галактика      | Другое название | Расстояние/млн св. лет |
| -------------- | --------------- | ---------------------- |
| NGC 128        | PGC 1791        | 194                    |
| UGC 275        | PGC 1723        | 201                    |
| UGC 283        | PGC 1741        | 185                    |
| UGC 282        | PGC 1746        | 187                    |
| UGC 277        | PGC 1737        | 200                    |
| UGC 281        | PGC 1748        | 196                    |
| MCG +00-02-045 | PGC 1760        | 204                    |
| MCG +00-02-047 | PGC 1770        | 206                    |
| NGC 126        | PGC 1784        | 185                    |
| NGC 127        | PGC 1787        | 188                    |
| NGC 130        | PGC 1794        | 203                    |

## Изображения

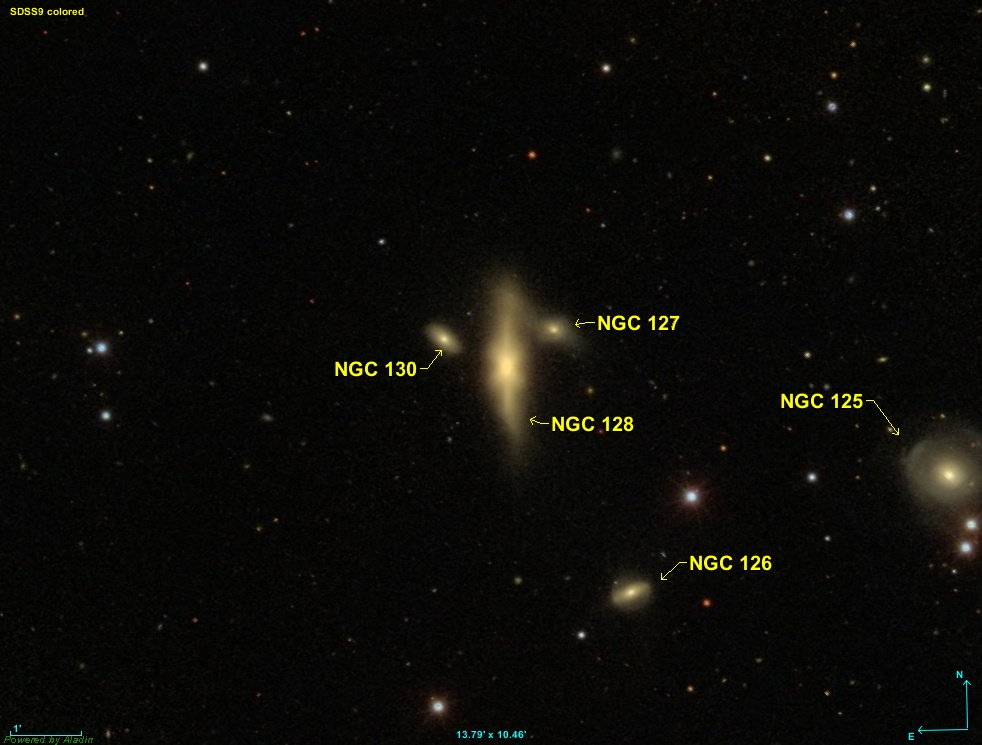
Группа NGC 128 с обозначениями
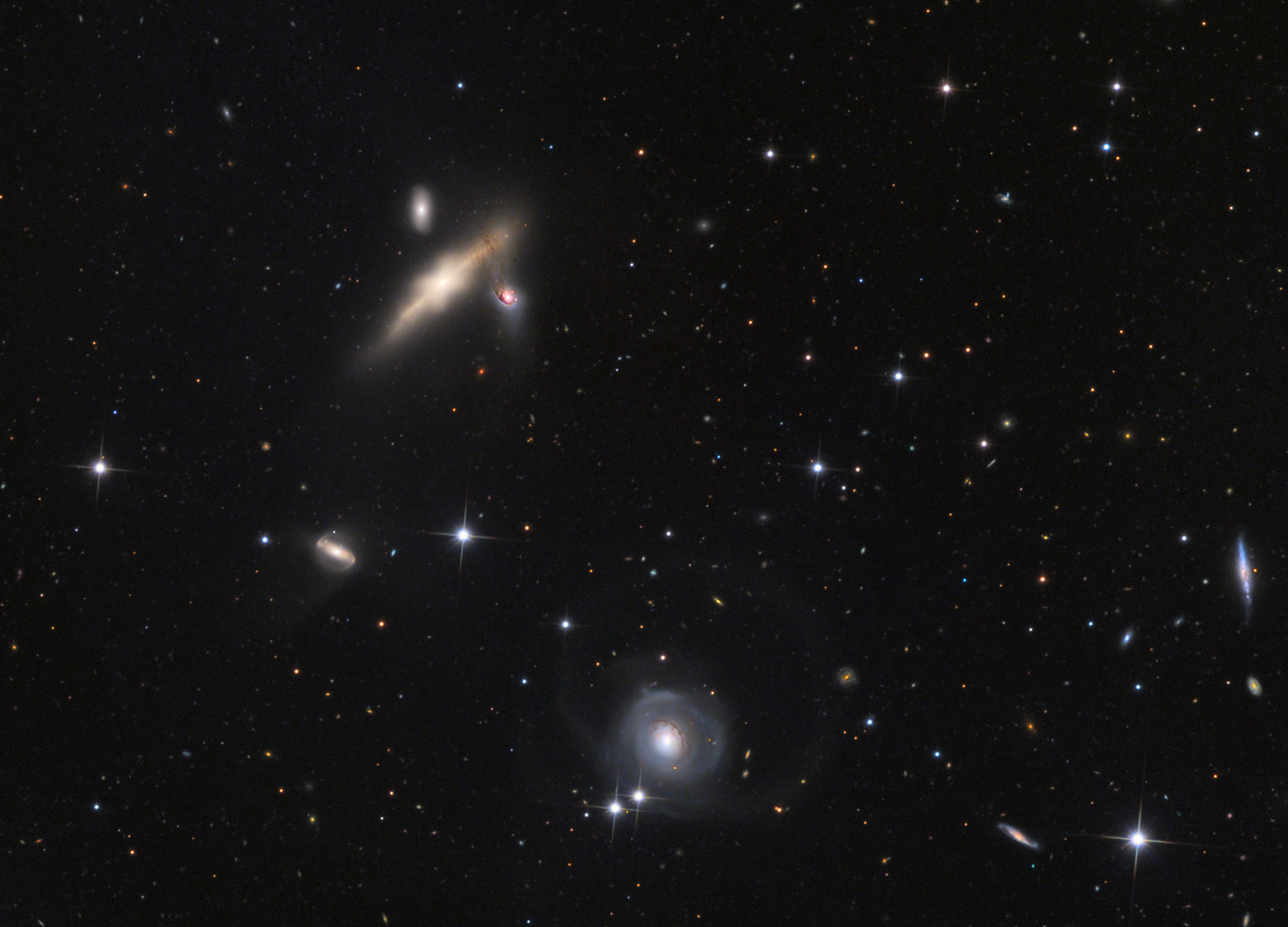
Группа NGC 128 без обозначений